# Jean-Charles Develly
Jean-Charles Develly né le 1er octobre 1783 à Paris et mort le 18 décembre 1862 à Sèvres est un dessinateur et peintre français.
Il est notamment célèbre pour ses peintures sur porcelaine lors de sa carrière à la manufacture de Sèvres.

## Biographie
Jean-Charles Develly naît dans le faubourg Saint-Martin à Paris et devient « artiste doreur » en 1803. Il entre à la Manufacture de Sèvres en septembre 1813 où il devient un des peintres les plus célèbres de l'institution dirigée alors par Alexandre Brongniart de 1800 à 1847. Très influencé par ses maîtres dont Martin Drolling, Alexandre-Évariste Fragonard, Carle Vernet, Constant Troyon et Eugène Lami, il réalise de nombreuses aquarelles, gouaches et dessins préparatoires aux peintures sur porcelaine qui en sont finalement les miniatures.[réf. nécessaire]
Il est le seul peintre à travailler sur le service des arts industriels, commencé en 1820 et terminé et 1935. Cet ensemble, conçu par Alexandre Brongniart le directeur de la Manufacture de Sèvres, est peint d'après observations sur le vif plutôt que d'après gravures et autres imageries, ce qui est inhabituel pour ce genre de projet : Brongniart envoie Develly parcourir la France par monts et par vaux pendant plusieurs années,.
Il quitte la manufacture en mai 1848.[réf. nécessaire]

## Œuvres

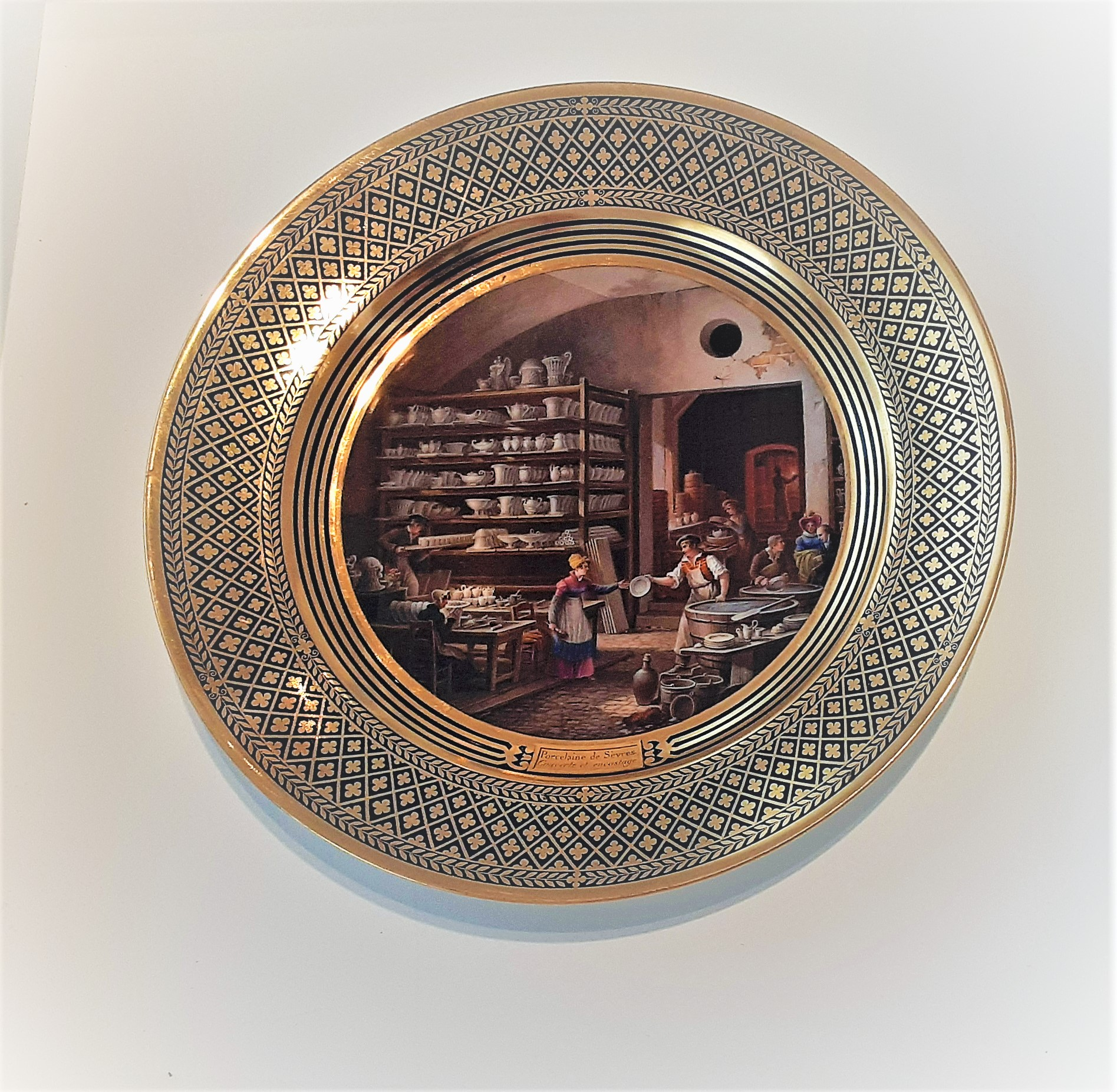
Assiette à dessert - 1821.

- Service à déjeuner Les cinq sens (1817)[3],[4],[5],[6],[7],[8],[9],[10],[11],[12]
- Les quatre médaillons de la paire de vases Clodion (1817)[13],[14],[n 1]
- Translation de la statue d’Henri IV vers le Pont-Neuf (14 août 1818) (1819), vase étrusque, Pau, château de Pau.
- Inauguration de la statue d’Henri IV sur le Pont-Neuf (24 et 25 août 1818) (1819), vase étrusque, Pau, château de Pau.
- Service des arts industriels (1820-1835).
- Service à déjeuner Culture et récolte du cacao (1836)[15].
- Le duc d'Angoulême à la redoute de Chiclana, 1823, dessin, 12 × 19 cm, Gray, musée Baron-Martin.
- Le Service des Arts industriels, 1823-1835[réf. nécessaire].
- Souvenir du château de Rosny (1839), plaque sur porcelaine[16]
- Le Paradis terrestre (1839), plaque sur porcelaine d'après Le Paradis perdu de Milton[17].
- Service forestier (1840)[18],[19]
- Couvercle du coffret de la reine Marie-Amélie (1841)[20],[n 2]
- Les Chasses historiques de la Cour de France (1846), vases étrusques[réf. nécessaire].

Œuvres par Jean-Charles Develly
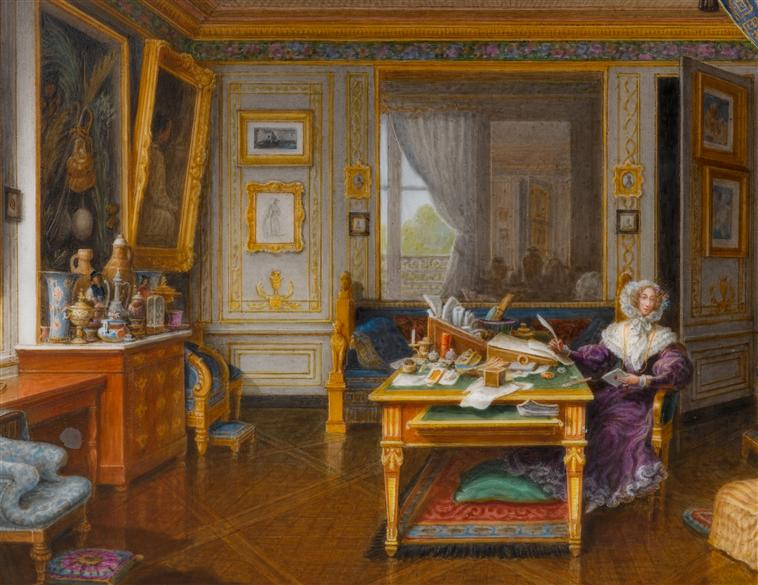
Couvercle du coffret de la reine Marie-Amélie (1841) Louvre, Paris
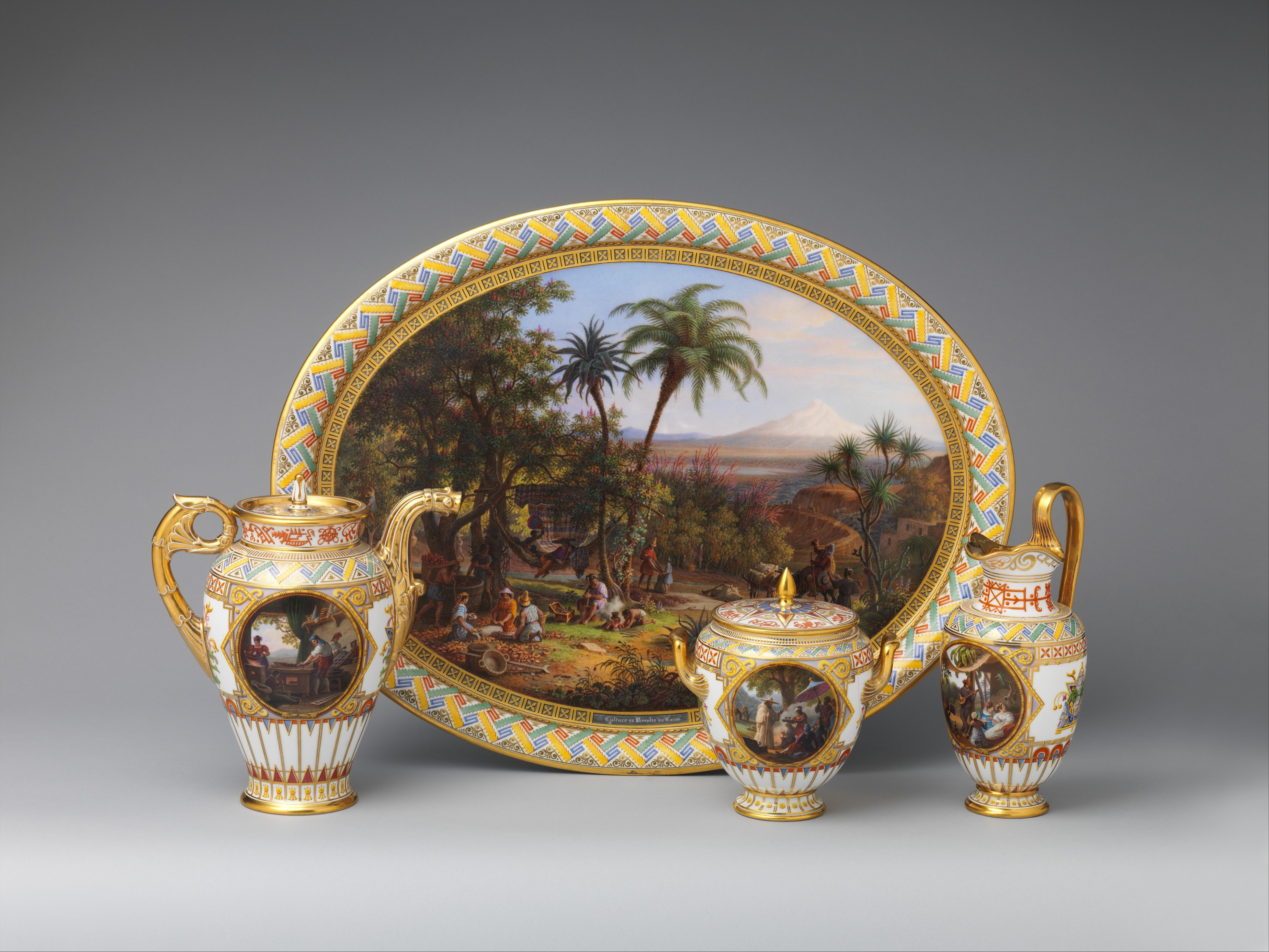
Service à déjeuner Culture et récolte du cacao (1836) Metropolitan Museum, New York
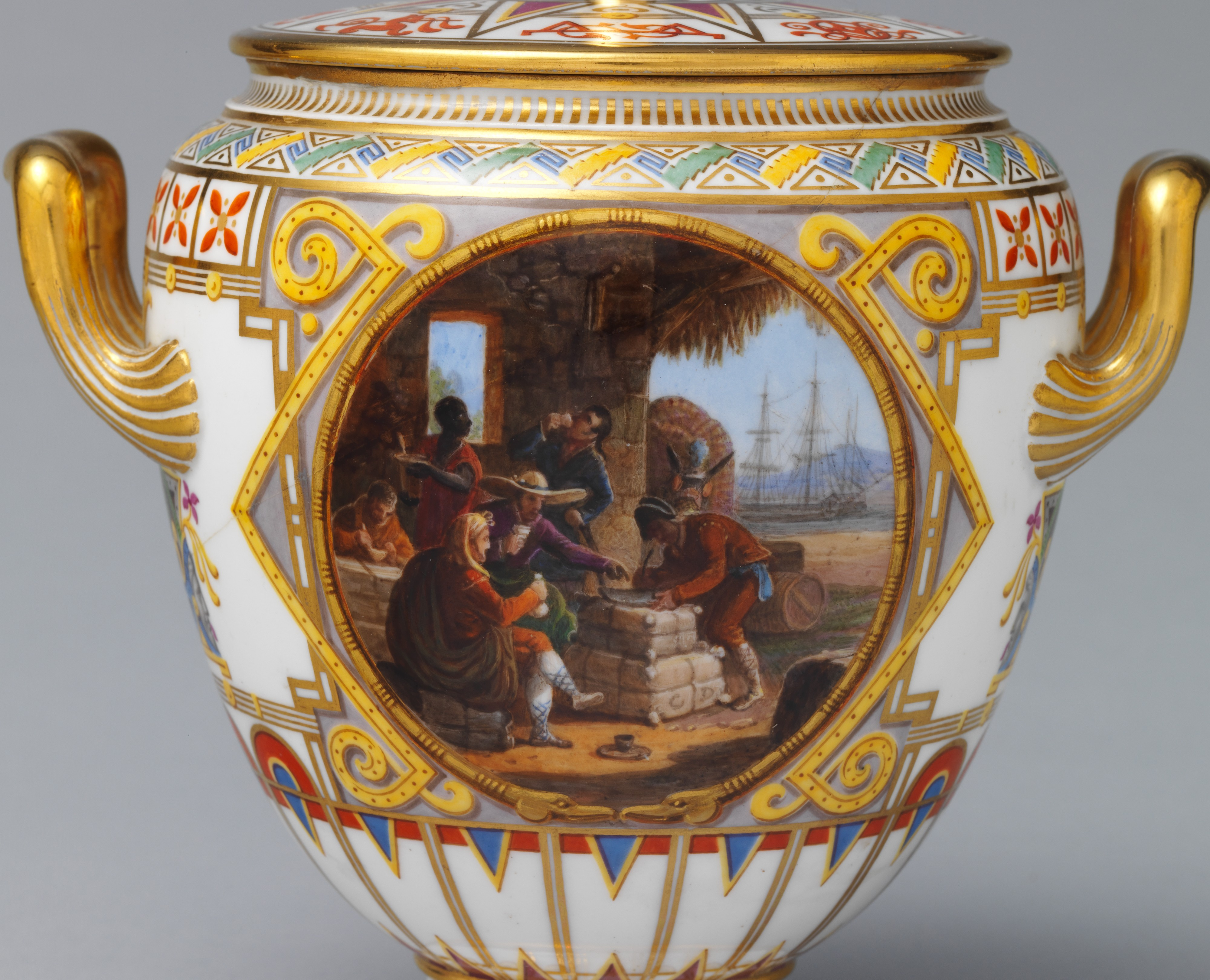
Sucrier du déjeuner Culture et récolte du cacao (1836) Metropolitan Museum, New York
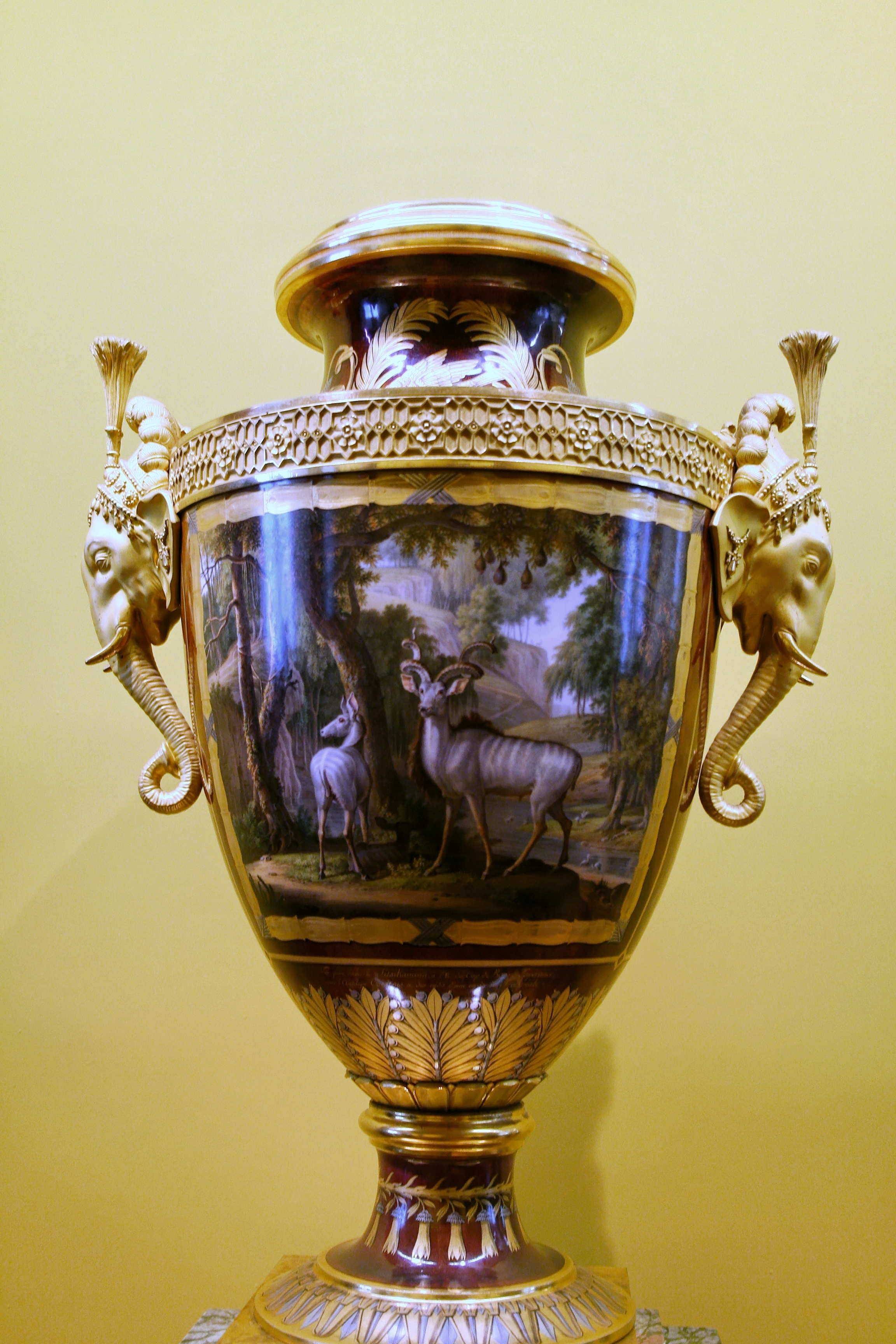
Vase Clodion, antilope Coudous (1817)[13],[n 1]. Louvre, Paris
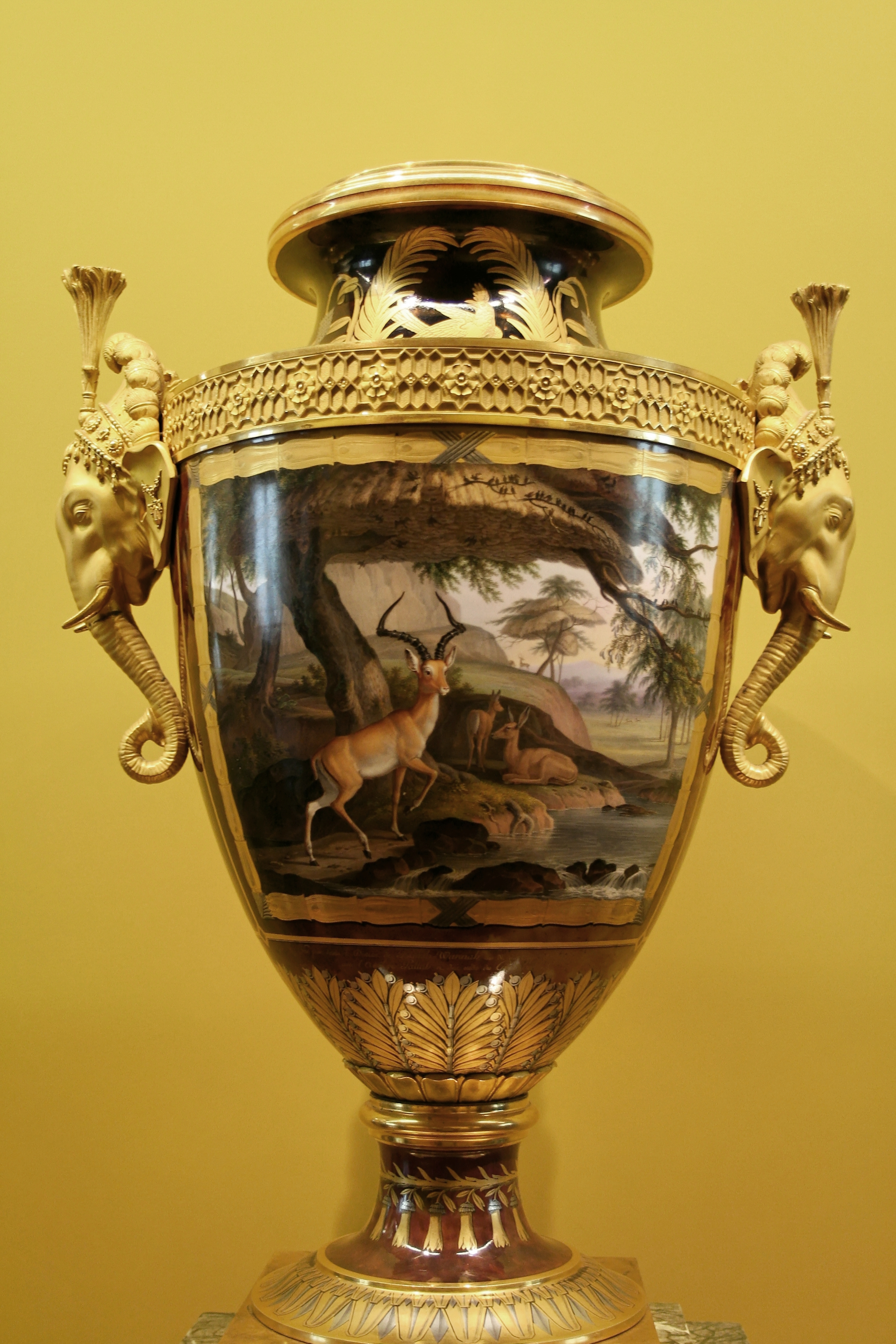
Vase Clodion, antilope Pallah (1817)[14],[n 1] Louvre, Paris